# Alexis de Broca
Pour les articles homonymes, voir Broca.
Alexis de Broca, né au Havre le 3 septembre 1868 et mort à Nantes le 10 novembre 1948, est un peintre et dessinateur français, grand-père du réalisateur Philippe de Broca.

## Biographie
Élève de Luc-Olivier Merson, sociétaire de la Société des artistes français, il obtient une médaille d'argent au Salon des artistes français de 1922.
Dessinateur dans de nombreux titres de presse tels Le Phare de la Loire, il est connu, en particulier, pour ses dessins pour la marque LU.

## Distinction
- Chevalier de la Légion d'honneur (14 septembre 1930)[3]